# Премія Фуміо Коїдзумі з етномузикології
Премія Фуміо Коїдзумі — міжнародна нагорода за досягнення в етномузикології, яка щорічно вручається в Токіо, Японія. Премія присуджується Фондом Фуміо Коїдзумі (яп. 小泉文夫) щороку 4 квітня, у день народження Фуміо. Лауреату вручається нагородний сертифікат разом із грошовою премією. Переможці мають обов’язково бути присутніми на церемонії, виголосити призову лекцію, а також прочитати ще одну лекцію в обраному японському університеті.

## Заявка та розгляд призів
Номінації на здобуття премії Фуміо Коїдзумі можуть подавати лише члени комітету з премії Фуміо Коїдзумі. Комітет премії складається з семи членів, видатних японських учених у галузі музикознавства та етномузикології. Комітет призначає незалежних експертів для оцінки кожної поданої роботи, а всі записи обговорюються на засіданні, що відбувається у грудні в Токіо. Переможцем може бути як окремий стипендіат, так і група стипендіатів. Церемонія нагородження проходить у Токіо в період з квітня по травень.

## Історія
Фонд Фуміо Коїдзумі був заснований Коїдзумі Міеко, вдовою професора Коїдзумі Фуміо (1927–1983), 11 жовтня 1989 року, щоб вшанувати відданість її чоловіка етномузикології протягом усього життя та вшанувати окремих осіб і організації, які зробили значний внесок у цю сферу. Перша премія Фуміо Коїдзумі була присуджена в 1989 році британському етномузикознавцю Джону Блекінгу та Дослідницькій групі етномузикології Токійського національного університету образотворчих мистецтв і музики. На сьогодні цією премією відзначено 27 осіб та 2 групи. Станом на сьогодні цією премією були нагороджені 27 осіб та 2 групи. Повний список лауреатів разом із причинами присудження можна знайти на веб-сайті Премії імені Фуміо Коїдзумі з етномузикології. З 2009 року на веб-сайті також розміщено тексти лекцій, представлених на церемонії вручення премії.

## Список лауреатів премії Фуміо Коїдзумі
1989 рік
- Джон Блекінг (почесний професор, Королівський університет, Белфаст, Велика Британія)
- Дослідницька група етномузикології Токійського університету мистецтв

1990 рік
- Суенобу Тогі (яп. 東儀季信) (викладач кафедри етномузикології та системної музикології Каліфорнійського університету, Лос-Анджелес, виконавець ґаґаку, японська придворна музика)
- Колекція органології, музичний коледж Кунітачі, Токіо

1991 рік
- Хосе Маседа (почесний професор Філіппінського університету)
- Кіосі Інобе (яп. 井野辺潔) (професор Музичного коледжу Осаки)

1992 рік
- Вільям П. Малм (професор Мічиганського університету)
- Накаґава Шін[ja] (доцент, Кіотський міський університет мистецтв)

1993 рік
- Бруно Неттл (почесний професор, Університет Іллінойсу)

1994 рік
- Trần Văn Khê (почесний професор, Université de Paris Sorbonne-Paris IV; директор, Centre National de la Recherche Scientifique)

1995 рік
- Хуан Сянпен (кит.: 黄翔鹏) (професор, колишній директор Інституту досліджень музики Китайської академії мистецтв)

1996 рік
- Танімото Кадзуюкі[ja] (Professor, Director, Hokkaido Ainu Culture Research Center)

1997 рік
- Жан-Жак Наттьє (професор Монреальського університету)

1998 рік
- Йосіхіко Токомару (яп. 徳丸吉彦) (професор Університету Очаномідзу)
- Ямаґучі Осаму[ja] (Професор Університету Осаки)

1999 рік
- Томоакі Фудзі (яп. 藤井知昭) (професор, заступник директора Інституту передових досліджень Чубу, Університет Чубу)

2000 рік
- Мічіо Мамія (професор музичної школи Тохо Гакуен, композитор)

2001 рік
- Кавада Джюндзо[ja] (Professor, Hiroshima City University)

2002 рік
- Тукітані Тунеко (яп. 月溪恒子) (професор Осакського університету мистецтв)

2003 рік
- Стівен Фелд (професор Університету Нью-Мексико)

2004 рік
- Ямада Йоічі (яп. 山田陽一) (професор, Кіотський міський університет мистецтв)

2005 рік
- I Made Bandem (професор, директор Індонезійського інституту мистецтв – Джок’якарта)

2006 рік
- Крістер Мальм (професор Гетеборзького університету)

2007 рік
- Шейкін Юрій Ілліч[sah] (Professor, Arctic State Institute of Culture and Arts)
- Gerald Groemer (Professor, University of Yamanashi)

2008 рік
- Сімха Аром (Directeur de Recherche émérite au Centre national de recherches scientifiques)
- Сатоакі Гамо (яп. 蒲生郷昭) (почесний дослідник, Національний науково-дослідний інститут культурних цінностей, Токіо)

2009 рік
- Барбара Барнард Сміт (почесний професор Гавайського університету в Маноа)
- Джозеф Джорданія (почесний співробітник Мельбурнського університету, професор, керівник іноземного відділу Міжнародного дослідницького центру традиційної поліфонії Тбіліської державної консерваторії)

2010 рік
- Шень Ця (沈洽) (професор, Китайська консерваторія музики, Пекін)
- Чарльз Кейл (почесний професор, Департамент американських досліджень, Університет Баффало, Університет штату Нью-Йорк)

2011 рік
- Ізалі Земцовскі (колишній запрошений професор кафедри музики та слов’янської мови Стенфордського університету)
- Лі Бо Х'юнг (кор.: хангиль: 이보형, ханча: 李輔亨) (президент Товариства корейської дискології)

2012 рік
- Мюррей Шафер (професор, Королівська музична консерваторія, Торонто – Школа Гленна Гулда, композитор)

2013 рік
- Роберт Гарфіас (професор, Каліфорнійський університет, Ірвайн)
- Opera Theater Konnyakuza[ja] (Токіо)

2014 рік
- Музей музичних інструментів Хамамацу
- Чень Інші (кит.: 陈应时) (професор музикознавства, Шанхайська консерваторія музики)

2015 рік
- Маргарет Картомі (професор університету Монаш)
- Отаназар Матякубов (професор, Державна консерваторія Узбекистану, Ташкент)

2016 рік
- Елісон Токіта (директор Дослідницького центру японської традиційної музики, Кіотський міський університет мистецтв)
- Патриція Шехан Кемпбелл (професор музики Дональда Е. Петерсена, Вашингтонський університет, музична освіта-етномузикологія)

2017 рік
- Філіп В. Болман (професор Чиказького університету)
- Харуко Комода (яп. 薦田 治子) (професор, Musashino Academia Musicae)

2018 рік
- Девід В. Хьюз (науковий співробітник Департаменту музики та Японського дослідницького центру, SOAS, Лондонський університет)

## Зовнішні посилання
- Премія Фуміо Коїдзумі з етномузикології Офіційний сайт